# Сеурасаари
Се́урасаари (фин. Seurasaari, швед. Fölisön) — остров-музей на западе центральной части города Хельсинки.
В 1889 на острове Сеурасаари был образован национальный парк, который стал популярным местом для пикников и праздников. Вначале сообщение с островом осуществлялось только по воде, однако в 1892 году из поваленных осенним штормом деревьев был построен мост. С 1909 на острове работает музей под открытым небом, в который из разных областей Финляндии были перемещены старые деревянные постройки. Музей располагается в восточной и северной частях острова и занимает около 30 % всей площади острова (вся площадь острова Сеурасаари составляет около 46 гектаров). На Сеурасаари запрещено передвигаться на автомобилях и велосипедах без специального разрешения. Ввиду небольшого количества парковочных мест посетителям рекомендуется добираться до острова общественным транспортом. У моста, ведущего на остров, находится конечная остановка автобуса № 24, следующего из центра Хельсинки. На острове есть зона отдыха, летний ресторан и кафе, 2 пляжа, один из которых — нудистский.
Остров Сеурасаари принадлежит городу Хельсинки и является объектом природоохранного законодательства. За работу музея отвечает Музейное ведомство Финляндии. Фонд поддержки «Сеурасаари» (фин. Seurasaarisäätiö) занимается вопросами строительства и организацией ежегодных праздничных мероприятий, самое известное из которых — празднование Юханнуса, в пятницу перед которым на острове с 1954 года разводится «главный костёр» страны. В декабре силами самих участников на Сеурасаари организуется ставшее популярным праздничное мероприятие «Рождественская тропа». У любителей Сеурасаари есть своя некоммерческая ассоциация, «Друзья Сеурасаари» (фин. Seurasaaren ystävät). Ассоциация организует на острове субботники, экскурсии и другие мероприятия.
Административные здания национального парка были выполнены в скандинавском стиле по проектам архитектора Федора Миритца. На протяжении многих лет водного сообщения с островом не было. Сеурасаари стал первым в Финляндии музеем под открытым небом. Началом его деятельности стало перемещение на остров в 1909 году дворовых построек имения Ниемеля. Художник Аксели Галлен-Каллела и архитектор Юрьё Блумстедт решили спасти сооружения, находившиеся под угрозой разрушения. Существенную помощь в перемещении построек из находящегося в Центральной Финляндии района Конгинкангас в Хельсинки оказал доктор философии Аксель Олай Гейкель. Он стал основателем музея и его первым заведующим.
Целью Гейкеля было собрать на Сеурасаари из всех провинций страны типичные для каждой из них постройки с целью показать городским жителям традиционную культуру строительства и жизненный уклад. В то время в городах Европы была мода на подобные музеи под открытым небом, примером чему служит Скансен в Стокгольме. Сначала музей находился в частных руках, а в 1913 году он перешел в государственное управление. В наши дни — это государственный музей под руководством Музейного ведомства. Его коллекция насчитывает более тридцати комплексов и 87 отдельных построек, датированных XVII—XIX веками. Старейшей постройкой музея является деревянная старая церковь из деревни Каруна 1686 года из Юго-Западной Финляндии. В летнее время церковь является популярным местом венчания, помимо этого в ней устраиваются службы и концерты. Во дворе церкви из Каруны похоронены основатель музея А. Гейкель с супругой. 
Упомянутое выше имение Ниемеля из Конгинкангас и дом Антти из Сякюля с закрытым двором являются самыми полными экземплярами дворовых построек в музее. Образцы дворянских домов представлены усадьбой Кахилуото из Тайвассало, муниципалитета в Юго-Западной Финляндии, и домом священника из Ийсалми. К значимым экспонатам относятся дом Халла из Хюрюнсалми, который является образцом традиционных построек региона Кайнуу, и дом Селькямя из Пиексямяки региона Южное Саво. Постройки северных регионов представлены экспонатами Курсси из местечка Куортане и Иварс из Нярпиё.
Музей под открытым небом Сеурасаари популярен среди туристов — ежегодно его посещают десятки тысяч человек. Музей работает только в летнее время, как правило, с 15 мая по 15 сентября. В течение сезона в музее регулярно организуются экскурсии на нескольких языках (особенно на финском, шведском, английском, немецком) и проходят реконструкции жизненного уклада прошлых лет с демонстрацией ремёсел и народной музыки. У сотрудников музея есть своя театральная группа «Palkolliset» («Батраки»), занимающаяся постановкой ежегодных летних пьес. Музейные гиды, как правило, являются сезонными работниками, профессионально изучающими культуру и традиции. В последние годы неделя фольклорной музыки Seurasaari soi! («Сеурасаари звучит!») проводится с привлечением сторонних организаторов. В 2009 году отмечалось столетие музея Сеурасаари. В дополнение к официальной программе, один из бывших гидов представил видео своей рэп-композиции, посвященной музею.

### Название острова Сеурасаари
Название острова Сеурасаари на шведском языке — Fölisön. Первая часть слова fölis, возможно, происходит от шведского föl, föling — 'жеребёнок'. Вероятно, ранее остров использовался в качестве пастбища для жеребят. Однако поскольку с 1880-х годов на острове существует парк, ещё одно объяснение связано со шведским словом följe — 'спутник'. Финское название является переводом на финский именно этого варианта: seurata значит 'следовать', saari — 'остров'. Названия, использующиеся сегодня, были утверждены в 1909 году.

### Природа и животные острова
Рельеф острова разнообразен: здесь можно найти каменистые холмы, влажные лощины и рощи. Животные привыкли к людям благодаря постоянному подкармливанию, хотя в настоящее время этого советуют не делать. Остров знаменит своими ручными животными, среди которых особое место занимают белки. Кроме белок на острове обитают утки, гуси, лебеди-шипуны и кролики, на которых охотятся норки и енотовидные собаки.